# Thu nhập từ phát hành tiền
Thu nhập từ phát hành tiền (seigniorage), được phát âm là seignorage hoặc seigneurage (từ tiếng Pháp cũ là seigneuriage, nghĩa là "quyền đúc tiền của vua chúa"), là sự khác nhau giữa giá trị của tiền và chi phí sản xuất nó. Định nghĩa được hiểu theo 2 cách:
- Seigniorage bắt nguồn từ specie (tiền kim loại) là khoản thuế được thêm vào tổng chi phí của đồng xu (gồm hàm lượng kim loại và chi phí sản xuất) mà khách hàng của xưởng đúc tiền phải trả và được gửi đến lãnh thổ của khu vực chính trị.[1]
- Seigniorage từ tiền giấy còn gián tiếp hơn; nó là sự khác nhau giữa tiền lãi thu được từ chứng khoán để đổi lấy tiền giấy cộng với chi phí in ấn và phân phối những tờ tiền đó.[2]

"Nơi lưu trữ tiền tệ" là nơi mà chứng khoán do nhà nước phát hành được ngân hàng trung ương đổi sang tiền giấy, cho phép nhà nước "vay" mà không cần trả lại. Việc lưu trữ tiền tệ là doanh thu có chủ quyền thu được từ việc nợ thường xuyên, bao gồm cả việc mở rộng cung ứng tiền trong thời kỳ tăng trưởng GDP và đáp ứng các mục tiêu lạm phát hàng năm.
Thu nhập từ phát hành tiền là một nguồn thu tiện lợi cho chính phủ. Bằng cách cung cấp cho chính phủ sức mua hàng bằng với sức mua hàng của công chúng, nó áp đặt cái gọi là thuế lạm phát cho công chúng.

## Ví dụ
Thu nhập từ phát hành tiền là lợi nhuận, hoặc thua lỗ, đối với tiền giấy và tiền xu (tiền đang lưu hành). Phí thu bãi, ngược lại, là chi phí của việc lưu giữ tiền tệ.
Một ví dụ về việc trao đổi tiền vàng để lấy "tiền giấy" khi không lưu giữ là khi một người có một ounce vàng, đem đi giao dịch để được lấy chứng chỉ vàng của chính phủ (cấp khi đi đổi 1 ounce vàng), giữ chứng chỉ đó trong một năm, và sau đó đem đi đổi để lấy vàng. Cứ như vậy người đó bắt đầu và kết thúc chỉ với 1 ounce vàng.
Trong một ngữ cảnh khác, thay vì phát hành chứng chỉ vàng, chính phủ quy đổi vàng thành tiêu chuẩn vàng theo tỷ giá thị trường bằng cách in tiền giấy. Một người đổi 1 ounce vàng bằng giá của nó trong thị trường tiền tệ, giữ nó trong vòng 1 năm, sau đó đem đi đổi để nhận lấy một lượng vàng theo giá thị trường mới. Nếu giá trị của tiền so với vàng bị thay đổi tạm thời, thì lần trao đổi thứ 2 sẽ nhận được nhiều hơn (hoặc ít hơn) 1 ounce vàng (cho rằng giá trị và sức mua hàng không đổi). Nếu giá trị của tiền so với vàng giảm, người đó sẽ nhận được ít hơn 1 ounce vàng và phí phát hành tiền xuất hiện. Nếu giá trị của tiền so với vàng tăng, người đó sẽ nhận được nhiều hơn 1 ounce vàng và xuất hiện phí thu bãi, phí từ việc phát hành tiền sẽ không xuất hiện.

## Thu nhập từ phát hành tiền thông thường
Thông thường, thu nhập từ phát hành tiền là khoản vay không tính lãi (ví dụ như vàng) cho nhà phát hành tiền xu hoặc tiền giấy. Khi tiền dần không sử dụng được nữa, các nhà phát hành tiền sẽ mua lại chúng theo đúng mệnh giá, cân đối doanh thu nhận được khi đưa vào lưu thông mà không cần phải trả thêm bất kỳ khoản nào cho lãi suất mà nhà phát hành nhận được.
Trong lịch sử, thu nhập từ phát hành tiền là lợi nhuận có được từ việc sản xuất tiền xu. Bạc và vàng được trộn với kim loại để làm những đồng xu bền hơn. Đồng bảng Anh có 92.5% là bạc; kim loại gốc (và bạc nguyên chất từ chính phủ) để giảm bớt chi phí, khi đó lợi nhuận là từ phát hành tiền. Trước năm 1933, tiền vàng của nước Mỹ có 90% là vàng và 10% là đồng. Để bù đắp sự thiếu hụt vàng, những đồng tiền này đã bị quá trọng lượng. Một ounce đồng vàng American Eagle sẽ có nhiều hợp kim hết mức có thể để làm nên tổng cộng 1 ounce vàng (hoặc sẽ hơn 1 ounce vàng). Thu nhập từ phát hành tiền sẽ được kiếm bằng cách bán tiền xu trên giá trị nóng chảy để đảm bảo trọng lượng của đồng tiền.
Theo các quy tắc điều chỉnh hoạt động tiền tệ của các ngân hàng trung ương lớn (bao gồm cả Cục Dự trữ Liên bang), lưu trữ tiền giấy là lãi suất mà các ngân hàng nhận được trên tổng số lượng tiền tệ phát hành. Điều này thường dưới hình thức trả lãi cho các trái phiếu kho bạc dài hạn được mua bởi các ngân hàng trung ương, giúp đưa nhiều tiền hơn vào lưu thông. Nếu tiền tệ được thu về, hoặc bị đưa ra khỏi lưu thông vĩnh viễn, nó sẽ không bao giờ trở lại các ngân hàng trung ương; nhà phát hành tiền tệ sẽ giữ lợi nhuận bằng cách không phải mua lại tiền theo mệnh giá của nó.

### Các hạn chế về khả năng thanh toán của ngân hàng trung ương
Khả năng thanh toán của ngân hàng trung ương tiêu chuẩn có những ràng buộc yêu cầu giá trị chiết khấu hiện tại của các khoản nợ (tách biệt với các khoản nợ bằng tiền được tích lũy thông qua chuyển khoản) bằng 0 hoặc âm trong thời gian dài. Các khoản nợ của ngân hàng chỉ là nợ trên danh nghĩa, vì chúng không thể thay thế được. Người nắm giữ tiền cơ sở không thể đòi đổi một số tiền nhất định thành những thứ khác có số tiền tương ứng với chính nó, trừ khi người nắm giữ tiền cơ sở là một ngân hàng trung ương khác xin lại giá trị của khoản vay không lãi suất ban đầu.

## Thu nhập từ phát hành tiền là một khoản thuế
Các nhà kinh tế coi việc thu hồi tiền tệ như một hình thức đánh thuế lạm phát, trả lại nguồn lực cho công ty phát hành tiền tệ. Việc phát hành một loại tiền tệ mới thay vì thu thuế mà trả bằng số tiền hiện tại được coi là một loại thuế cho người sở hữu tiền tệ. Lạm phát cung tiền làm tăng giá thị trường chung do sức mua của tiền giảm.
Lý do này được đưa ra để ủng hộ ngân hàng tự do, tiêu chuẩn vàng hoặc bạc, hoặc (tối thiểu) việc giảm kiểm soát chính trị của các ngân hàng trung ương, nhằm đảm bảo ổn định tiền tệ bằng cách kiểm soát việc mở rộng tiền tệ (hạn chế lạm phát). Những người ủng hộ tiền kim loại cho rằng các ngân hàng trung ương đã thất bại trong việc ổn định tiền tệ. Các nhà kinh tế học dòng chính đã phản bác lại rằng vấn đề giảm lạm phát rất khó kiểm soát vì một khi nó bắt đầu, tác động của nó sẽ gây tổn hại nhiều hơn so với lạm phát vừa phải, ổn định.
Các ngân hàng (hoặc chính phủ) đang phụ thuộc nhiều vào nguồn thu ngân sách và nguồn dự trữ có thể sẽ bị phản tác dụng. Những kỳ vọng hợp lý về lạm phát có liên quan đến chiến lược lưu trữ tiền tệ của ngân hàng, và việc lạm phát dự kiến có thể duy trì lạm phát cao. Thay vì tích lũy thu nhập từ tiền định danh và thẻ tín dụng, hầu hết các chính phủ chọn tăng doanh thu chủ yếu thông qua thuế chính thức và các phương diện khác.

## Công dụng ngày nay
Chương trình 50 State Quarters (tiền 25 xu) bắt đầu vào năm 1999. Chính phủ Hoa Kỳ nghĩ rằng nhiều người sưu tầm đồng 25 xu khi nó được tung ra từ Cục đúc tiền Hoa Kỳ sẽ loại bỏ tiền xu khỏi lưu thông. Mỗi bộ sưu tầm 25 xu hoàn thành (gồm 50 tiểu bang, năm lãnh thổ Hoa Kỳ có người sinh sống và Đặc khu Columbia) sẽ trị giá 14 đô la. Vì chi phí để đúc 1 đồng 25 xu là 5 xu, chính phủ đã kiếm được lợi nhuận khi ai đó sưu tầm một đồng xu. Bộ Ngân khố ước tính rằng điều đó đã kiếm được khoảng 6,3 tỷ đô la từ việc phát hành tiền trong suốt chương trình.
Một vài cục đúc tiền của một số quốc gia đã báo cáo thu nhập từ phát hành tiền được cung cấp cho chính phủ của họ; cục đúc tiền Royal Canadian báo cáo rằng trong năm 2006, họ đã thu về 93 triệu đô la cho chính phủ Canada. Chính phủ Hoa Kỳ, người hưởng lợi lớn nhất từ phát hành tiền, đã kiếm được khoảng 25 tỷ đô la vào năm 2000. Chỉ tính riêng tiền xu, Bộ Tài chính Hoa Kỳ đã nhận được 45 xu cho mỗi đô la được phát hành dưới dạng tiền giấy cho năm tài chính 2011.
Đôi khi, các ngân hàng trung ương sẽ hạn chế số lượng tiền giấy phát hành có giá trị cao hơn so với mệnh giá; mệnh giá này thường trùng với ngày kỷ niệm có ý nghĩa quốc gia. Tiềm năng thu nhập từ phát hành tiền sẽ bị hạn chế, bởi vì đơn vị tiền tệ thất thường sẽ làm tiền khó lưu thông hơn và sẽ chỉ có một số lượng tương đối nhỏ những người sưu tập được những tờ tiền có giá trị cao hơn.
Hơn một nửa doanh thu của chính phủ Zimbabwe trong năm 2008 được báo cáo là thu được nhờ phát hành tiền. Nước này đã trải qua siêu lạm phát, với tỷ lệ hàng năm khoảng 24% vào tháng 7 năm 2008 (cứ gấp đôi sau 46 ngày).

## Lưu thông quốc tế
Tiền giấy lưu thông quốc tế là một hình thức dự trữ sinh lời. Mặc dù chi phí in tiền giấy không đáng kể, nhưng pháp nhân nước ngoài phải cung cấp hàng hóa và dịch vụ theo mệnh giá của tờ tiền. Tiền giấy được giữ lại như một vật lưu giữ giá trị, bởi vì nó nhiều hơn tiền nội tệ. Lưu thông nước ngoài thường liên quan đến tiền giấy có giá trị lớn và có thể được sử dụng cho các giao dịch cá nhân (một vài trong số đó là bất hợp pháp).
Tiền tệ của Mỹ đã được lưu hành trên toàn thế giới trong phần lớn thế kỷ 20 và số lượng tiền tệ được lưu hành đã tăng lên nhiều lần trong Thế chiến thứ 2. Việc in ấn quy mô lớn của tờ một trăm đô Hoa Kỳ bắt đầu khi Liên Xô giải thể vào năm 1991; nó giúp sản lượng tăng gấp bốn lần, với việc in tờ tiền đầu tiên trị giá hàng nghìn tỷ đô la. Vào cuối năm 2008, tiền của Hoa Kỳ trong lưu thông lên tới 824 tỷ đô la và 76% nguồn cung tiền tệ ở dạng tờ 100 đô la (hai mươi tờ tiền 100 đô la cho mỗi công dân Hoa Kỳ). Số lượng tiền của Hoa Kỳ lưu hành ở nước ngoài đã gây tranh cãi. Theo Porter và Judson, 53 đến 67% lượng tiền là ở nước ngoài vào giữa những năm 1990. Feige đã ước tính rằng khoảng 40% lượng tiền là ở nước ngoài. Trong một ấn phẩm của Cục Dự trữ Liên bang New York, Goldberg viết rằng "khoảng 65% (580 tỷ USD) của tất cả các loại tiền giấy đã được lưu hành bên ngoài quốc gia". Những số liệu thống kê này đã gây tranh cãi bởi Ban thống đốc của Cục dự trữ Liên bang đã chỉ ra rằng 313 tỷ đô la (36,7 phần trăm) tiền tệ của Hoa Kỳ đã được giữ ở nước ngoài vào cuối tháng 3 năm 2009. Feige tính toán rằng kể từ năm 1964, "thu nhập từ phát hành tiền được tích lũy cho Hoa Kỳ nhờ tiền tệ do người nước ngoài nắm giữ lên tới $ 167–185 tỷ đô la và trong hai thập kỷ qua, doanh thu từ tiền gửi từ người nước ngoài trung bình đạt $ 6–7 tỷ đô la mỗi năm ".
Tờ 100 đô la Mỹ đã cạnh tranh với tờ 500 euro, tạo điều kiện thuận lợi cho việc vận chuyển một lượng tiền lớn hơn. Một triệu đô la bằng tờ 100 đô nặng 22 pound (10 kg) và rất khó để mang theo số tiền này mà không có vali và bảo vệ vật lý. Số tiền tương tự với tờ tiền €500 sẽ nặng dưới 3 pound (1,4 kg), có thể được phân tán trong quần áo và hành lý mà không thu hút sự chú ý hoặc thiết bị an ninh cảnh báo. Trong các hoạt động bất hợp pháp, vận chuyển tiền tệ sẽ khó hơn vận chuyển cocain nên vì kích thước và trọng lượng của euro cùng với việc dễ dàng vận chuyển nên đồng euro trở nên hấp dẫn đối với các tập đoàn ma túy Mỹ Latinh.
Tờ 1.000 franc Thụy Sĩ, trị giá hơn 1.000 đô la một chút, có lẽ là tờ tiền duy nhất khác được lưu hành bên ngoài quốc gia của nó. Tuy nhiên, nó không có lợi thế đáng kể so với tờ 500 €; gấp 20 lần tờ 500 € đang được lưu hành và chúng được công nhận rộng rãi hơn. Là một loại tiền tệ dự trữ, nó chiếm khoảng 0,1% thành phần tiền tệ của dự trữ ngoại hối chính thức.
Các chính phủ phát hành các loại tiền giấy lớn bằng cách khác nhau; vào tháng 8 năm 2009, số lượng tờ 1.000 Fr. đã được lưu hành gấp ba lần dân số của Thụy Sĩ. Để so sánh, số lượng tiền giấy 50 bảng đang lưu hành ít hơn một chút so với dân số của Vương quốc Anh; tờ bạc 1.000 franc trị giá khoảng 600 bảng Anh. Chính phủ Anh đã cảnh giác với tiền giấy hơn kể từ Chiến dịch làm giả Bernhard trong Thế chiến thứ hai, khiến Ngân hàng Anh phải rút tất cả các tờ tiền lớn hơn 5 bảng Anh khỏi ngân hàng. Họ đã không giới thiệu lại các mệnh giá khác cho đến đầu những năm 1960 (£ 10), 1970 (£ 20) và ngày 20 tháng 3 năm 1981 (£ 50).